# Alexandre Ferreira (músico)
Alexandre Ferreira (Lisboa, 29 de abril de 1842 — Lisboa, 1 de junho de 1906) foi um violinista de orquestra e de música de câmara, maestro e compositor, principalmente de música sacra.

## Biografia
Nasceu em Lisboa, filho de Alexandre José Ferreira e de Camila do Carmo Ferreira. Iniciou-se muito cedo no estudo da música, tendo como professor o mestre de capela da Sé de Lisboa, Domingos José Benavente. Aos 11 anos de idade dedicou-se ao estudo do violino, sob a direcção de seu pai, que era um excelente músico, também violinista.
Em 1859 fez exame para admissão na Associação Música 24 de Junho, tendo por examinadores o compositor Monteiro de Almeida, professor de Harmonia do Conservatório Real de Lisboa, e Vicente Tito Manzoni, violino solista do Teatro de São Carlos e também professor naquele Conservatório. Tão brilhantes provas deu da sua aptidão e mérito que ficou aprovado com distinção e lhe foi concedido um lugar entre os primeiros violinos do Teatro D. Maria II.
Em 1864 passou a integrar, como primeiro violinista, a orquestra do Teatro Lírico de Lisboa, onde se conservou durante quatro anos. Nesse mesmo ano de 1864 matriculou-se no Conservatório Real de Lisboa, no curso de Harmonia, fazendo dois exames com distinção. Apesar disso, não concluiu o curso, pois em 1868 abandonou Lisboa e fixou-se em Ponta Delgada, nos Açores, como director da orquestra do Teatro Micaelense.
Na ilha de São Miguel, para além das suas funções de direcção de orquestra, dedicou-se à composição musical, revelando-se um hábil compositor, escrevendo várias peças que tiveram êxito junto do público. A peça que mais o notabilizou foi Os Martyres da Germania, um drama da autoria de José Romano, ilustrado de trechos musicais de sua composição. Em 1871 foi contratado pelo bispo de Angra, D. frei Estêvão de Jesus Maria, para se fixar em Angra do Heroísmo, onde deveria dirigir a música da Sé Catedral de Angra e naquela cidade formar uma orquestra.
Em 1874, ainda em Angra do Heroísmo, foi contratado pelo concertista de violoncelo César Augusto Casella para exercer as funções de ensaiador e primeiro violino de uma companhia lírica italiana itinerante, de que aquele violoncelista era empresário.
Em 1875 regressou a Lisboa, passando a exercer com distinção e acerto o lugar de chefe de orquestra do teatro e circo Recreios Whittoyne, de Lisboa. Passou também a ministrar lições particulares de violino, ganhando fama de bom pedagogo.
Por essa época vieram a Lisboa os Apeninnos, um grupo de artistas italianos que fizeram furor com as ocarinas, um instrumento que era, então, absolutamente novo em Portugal. Não tardou que se constituísse em Lisboa uma sociedade de ocarinistas portugueses, que passou a dar concertos em Lisboa, com grande adesão do público. Alexandre Ferreira fazia parte desse grupo, conjuntamente com Filipe Duarte de Sá, Júlio Taborda, Claudino Rosa, Henrique Cáceres, José Rodrigues de Oliveira e Lourenço Dalhunty. A orquestra de ocarinas teve tal êxito que deram concertos em várias cidades portuguesas e fez uma grande digressão artística pelo Brasil, com actuações nas principais cidades daquele país.
Terminada a moda das ocarinas, voltou à sua actividade de direcção de orquestra e de violinista, quase sempre no lugar de concertino, sendo muito considerado pelos seus conhecimentos artísticos, que eram profusos e sólidos.
Alexandre Ferreira era considerado um óptimo instrumentista e um dos mais seguros chefes de fila do seu tempo. Além de violinista de orquestra e de música de câmara (poucas vezes se apresentou a solo), compôs alguma música sacra e leccionou muito o seu instrumento.